# 和洋折衷建築
和洋折衷建築（わようせっちゅうけんちく）とは、近代日本において建てられた和風建築と洋風建築の要素を意図的に折衷した建物。折衷主義建築に含まれる。
幕末の横浜にルーツを持つと言われ、明治維新後に日本各地で建築された。文明的とされた洋風建築の要素と伝統的なステータスの象徴であった和風建築の要素の双方を組み合わせたところに特徴がある。
代表的な建築物としては、1872年に建てられた東京の三井組ハウス（後の第一国立銀行本店）や1876年に建てられた長野県の旧開智学校、1881年に建てられた札幌の清華亭などが挙げられる。

## 和洋折衷建築の例
- 清華亭、北海道札幌市
- 国立第一銀行初代本店、東京都中央区兜町
- 斜陽館、青森県五所川原市
- 富士屋ホテル、神奈川県箱根町
- 旧開智学校、長野県松本市
- 奈良ホテル、奈良県奈良市